# Doina Uricariu
Doina Uricariu (n. 5 octombrie 1950, București) este o poetă, un editor și o eseistă din România.

## Fișă biografică
Este fiica lui Gheorghe și a Elenei Uricariu. A publicat nouă volume de versuri din anul 1976 până în prezent, inclusiv o antologie de autor în 1998. Volumele sale au primit numeroase premii ale Uniunii Scriitorilor din România și Republica Moldova. A publicat, de asemenea, studii de critică literară, precum Apocrife despre Emil Botta, Ecorșeuri, studii critice despre Emil Botta, Dominic Stanca, Jeni Acterian și lirica paradoxistă a lui Florentin Smarandache (1998), la Editura Eminescu.
După 1990, se lansează în afaceri și devine președinte al grupului editorial Du Style/Universalia Group.

## Cronologie
- 1955-1956 Primele poezii scrise în două caiete la Băneasa. A învățat să scrie întâi în alfabetul gotic, apoi cu alfabetul latin.[necesită citare]
- 5 august 1966 Debutează literar cu un grupaj de versuri în Contemporanul și cu o prezentare semnată de Geo Dumitrescu.
- 1966-1998 Grupaje de versuri și recenzii, studii, eseuri în principalele reviste literare și de cultură. Reportaje și interviuri. (România literară, Viața românească, Transilvania, Steaua, Revue Roumaine, Arta, Amfiteatru, Cronica, Luceafărul, Vatra, Convorbiri literare, Tomis, Secolul XX, Livres roumains, Cahiers d’etudes litteraires, Neue Literatur, Poesis, 22, Dilema, România literară, Curentul, Universul cărții, Avantaje, Lumina).
- 1970 Premiul pentru poezie la al II-lea Colocviu național de literatură al studenților.
- 1973 Pemiul pentru poezie la Concursul național Nicolae Labiș.
- 1976 Premiul de critică al revistei Luceafărul. Debutează cu volumul Vindecările, versuri, la Editura Cartea Românească, după șapte ani de „stagiu” la cenzură.
- 1977 Jugastru sfiala, versuri, Editura Eminescu.
- 1979-1981 Secretar literar la Teatrul „Ion Vasilescu”, condus la vremea aceea de regizoarea Sorana Coroamă- Stanca.
- 1980 Vietăți fericite, versuri, Editura Eminescu. Premiul național pentru poezie.
- 1981-1992 Redactor și redactor principal I la Editura Eminescu.
- 1982 Natură moartă cu suflet, versuri, Editura Eminescu. Premiul pentru poezie al Asociației Scriitorilor din București.
- 1983 Ediție critică, prefață, note și tabel bio-bibliografic la ediția ne varietur Dominic Stanca, Un ceas de hârtie, Editura Eminescu.
- 1984 Mâna pe față, versuri, Editura Cartea Românească. Premiul Uniunii Scriitorilor din România pentru poezie. Apocrife despre Emil Botta (1), Editura Cartea Românească. Eseuri.
- 1985 Ochiul atroce, versuri, Editura Eminescu. Prefața la Emil Botta Le chevalier a l’escargot d’or / Cavalerul cu melc de aur, Editura Minerva.
- 1986 Prefață, note, tabel bio-bibliografic și bibliografie selectivă la Emil Botta – interpretat de... Editura Eminescu. Premiul revistei Manuscriptum pentru ediția Emil Botta, Scrieri, vol.III, apărută la Editura Minerva.
- 1988 Antologia în limba maghiară a poemelor publicate în volume sub titlul Csendelet lelekkel, versek, Kriterion Konyvkiado București.
- 1990 Ecorșeuri, Editura Cartea Românească. Eseuri și studii despre literatura română interbelică, privită în contextul creației și mentalității europene. Studii de comparatism.
- 1994 prezentă în: Streiflicht – Eine Auswahl zeitgenössischer rumänischer Lyrik (81 rumänische Autoren), - "Lumina piezișă", antologie bilingvă cuprinzând 81 de autori români în traducerea lui Christian W. Schenk, Dionysos Verlag 1994, ISBN 3980387119
- 1966–1998 Poeziile autoarei au fost traduse și au apărut în numeroase antologii sau volume de autor, în limbile franceză, germană, engleză, spaniolă, portugheză, rusă, sârbă, macedoneană, suedeză, ucraineană, maghiară, italiană, turcă, greacă, norvegiană.
- 1998 Volumul Nichita Stănescu. Lirismul paradoxal, teza de doctorat a scriitoarei, susținută sub conducerea științifică a scriitorului și profesorului doctor Eugen Negrici, apare la editura Du Style.
- 2010 Maxilarul inferior, 2 volume, Editura Polirom.
- 2011 - Scara leilor [5]
- 2022 - Un fruct de hârtie. 111 poeme, antologarea poeziilor, prefață și selecția referințelor critice de Delia Muntean, Itinerar biobibliografic de Doina Uricariu, Ed. Princeps Multimedia, Iași, 2022.

## Prezență în antologii
- Testament - Antologie de Poezie Română Modernă - Ediție Bilingvă Engleză/Română / Testament - Anthology of Modern Romanian Verse - Bilingual Edition English/Romanian (Daniel Ioniță - Editura Minerva 2012).

## Afilieri
- Membră a mai multe organizații ale scriitorilor, naționale și internaționale, PEN Club, Societatea Culturală Europeană și a Uniunii Scriitorilor din România
- Președintele unei fundații de caritate, Fundația Universalia din București.

## Distincții
- Ordinul național „Serviciul Credincios” în grad de Cavaler (1 decembrie 2000) „pentru realizări artistice remarcabile și pentru promovarea culturii, de Ziua Națională a României”[6]